# Frédérick Lemaître
Pour les articles homonymes, voir Lemaître.
Antoine Louis Prosper Lemaître, dit Frédérick Lemaître, né au Havre le 28 juillet 1800 et mort à Paris 10e le 26 janvier 1876, est un acteur français.
Il compte au nombre des plus célèbres acteurs du boulevard du crime.

## Biographie
Lemaître a passé son enfance au Havre où son père, Antoine-Marie Lemaître, était architecte et chargé des fonctions de professeur à l’école gratuite de dessin, dont il est le fondateur. Remarquant le goût décidé de son fils pour la déclamation, Antoine-Marie Lemaître l’a fait concourir, vers 1819, au Conservatoire de Paris.
À la mort de son père, il monte à Paris où il vit de petits travaux. Attiré par le théâtre, il s’inscrit au Conservatoire de musique et de déclamation. Après ses études, il se choisit le prénom de scène de « Frédérick ».
Refusé dans un premier temps à l’Odéon, il signe un engagement aux Variétés-Amusantes pour une pièce à trois acteurs, Pyrame et Thisbé. Il y jouait le rôle du lion, avec son costume fauve et sa longue crinière. Après ces débuts à quatre pattes, il a été engagé par Bertrand aux Funambules, dont il est devenu le meilleur sujet. On lui confie des rôles importants dans Le Soldat laboureur et dans Catherine de Stenberg.
Des Funambules, il est passé au Cirque, avant de réussir enfin à entrer à l’Odéon, au commencement de 1823. Se sentant guindé dans les rôles tragiques que lui offrait cette annexe de la Comédie-Française, il est passé, au bout de cinq mois, à l’Ambigu, qui marque son entrée dans la carrière d’acteur de mélodrames sur le boulevard du crime. Ayant débuté, le 2 juillet 1823, dans L’Auberge des Adrets, la pièce, mal reçue a été sifflée à outrance, jusqu’à ce que, le lendemain, il transforme le personnage de Robert Macaire, en s’inspirant d’un personnage grotesque, à la mine dépenaillée, aperçu, la veille, sur le boulevard. Son collègue Serres ayant effectué la même métamorphose analogue pour le rôle de Bertrand, la pièce a obtenu un succès à tout rompre. De ce jour, ses appointements ont été élevés à un chiffre considérable.

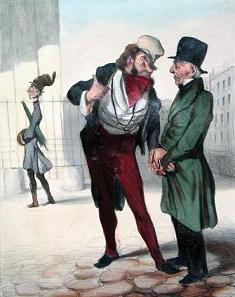
Illustration de Daumier pour Robert Macaire, agent d’affaires.

Lorsqu’on lui a proposé de quitter l’Ambigu pour la Porte-Saint-Martin, il y a créé Georges de Germany, dans Trente Ans ou la Vie d’un joueur:21. Après cette pièce, il a joué l’Écrivain public, Edgard de La Fiancée de Lammermoor. Il a ensuite pu donner libre cours à son génie dans le drame de Faust:25. Retourné à l’Ambigu, il a interprété Les Comédiens, puis Peblo, avec Marie Dorval:29. Retourné à l’Odéon, avec un riche engagement, il y a interprété La Maréchale d’Ancre, Les Vêpres siciliennes, Othello, Le Moine, La Mère et la Fille et le Napoléon Bonaparte d’Alexandre Dumas, avant de reprendre, vers la fin de 1835, L’Auberge des Adrets aux Théâtre des Folies-Dramatiques:29.
Victor Hugo le distribue également dans des rôles de jeunes premiers sensibles, Ruy Blas ou le jeune Gennaro dans Lucrèce Borgia, à la Porte Saint-Martin:44. Il a aussi créé le rôle de Kean d’Alexandre Dumas, aux Variétés:55, et fait découvrir au public français Hamlet de William Shakespeare. Entré à la Comédie-Française, il a débuté, rue Richelieu, dans Frédégonde et Brunehaut, suivi d’Othello, mais l’homme, avec ses gouts de cabotinage, son manque de tenue, ses habitudes bachiques, était trop dépaysé dans la maison de Molière, qui a dû le rendre au boulevard:75.
À la Porte Saint-Martin, il a joué dans la reprise de Ruy-Blas. Dans La Tour de Nesle, il a donné un cachet tout nouveau au rôle de Buridan, créé par Bocage. Le Barbier du roi d’Aragon, La Dame de Saint-Tropez et Don César de Bazan ont eu un grand succès, principalement les deux derniers drames. Il a étudié avec beaucoup de soin le rôle de Robert Macaire honnête créé par Félix Pyat, dans Le Chiffonnier de Paris. Avec le drame de Félix Pyat et celui des Mystères de Paris, qui l’a suivi, il a connu de grands succès dans Mademoiselle de la Vallière, dans Michel Brémond et avec le rôle de Fabien dans Le Docteur Noir d’Anicet-Bourgeois et Dumanoir (1846):78.
Pendant ses congés, il s’est rendu plusieurs fois à Londres, où il a donné La Mère et la Fille, La Dame de Saint-Tropez, Don César de Bazan, Les Mystères de Paris et Robert Macaire. Après 1848, Tragaldabas d’Auguste Vacquerie a connu une chute dont la pièce ne s’est pas relevée. Il a également joué dans Vautrin, Albert, Les Aventuriers, Cartouche, La Fiole de Cagliostro, La Bonne Aventure, Le Corregidor, Le Chasseur noir, Lisbeth, Mirabeau, Nathalie, La Nuit des noces, Les Remords, Robespierre, Le Roi des drôles, Sept heures, Scipion, Taconnet, etc.:94, Caporal Simon dans Le Caporal et la Payse ou Le Vieux Caporal de Dumanoir et Adolphe d'Ennery, au théâtre de la Porte-Saint-Martin (1853), André Gérard, dans la pièce homonyme, à l'Odéon (30 avril 1857).
Usé par la fatigue, par l’âge et par les excès, il a joué jusqu’en 1875, jusqu’à ce qu’un cancer de la gorge le force à quitter les planches. Il n’avait plus d’organe mais son attitude était si expressive, ses gestes si vrais, son regard si parlant, que les spectateurs pouvaient saisir et comprendre tout ce que sa voix n’exprimait plus. Dans sa dernière création, Le Vieux Caporal, tous les journalistes ont assuré qu’il ne s’était jamais élevé plus haut, et, dès le second acte, il en avait été réduit, pour ainsi dire, à la mimique pure et simple:94.
Marié, le 19 octobre 1826 avec l’actrice Sophie Halligner, dont il a eu quatre enfants, dont Charles Lemaître, comédien lui aussi, mort en se défenestrant dans un accès de démence dû à une forte fièvre,.
Durant treize ans, il a été l’amant d’Atala Beauchêne, dans les années 1830, et de Clarisse Midroy. Il est enterré au cimetière de Montmartre, 28e division, 1re ligne, no 4.

## Réception
Son succès durable au Boulevard lui a valu le surnom de « Talma des boulevards ». Hugo voit en lui  un acteur de génie, et le décrit ainsi : « Les autres acteurs, ses prédécesseurs, ont représenté […] les héros, les dieux ; lui, grâce à l’époque où il est né, il a été le peuple. […] Étant le peuple, il a été le drame, […] il a été la tragédie et il a été aussi la comédie. […] Frédérick Lemaître avait ce double don ; c’est pourquoi il a été […] le comédien suprême.»
Alexandre Dumas reconnaît dans le comédien des débuts « plein de défauts, mais aussi plein de qualités. » Il ajoute que « le génie de la violence, de la force, de la colère, de l’ironie, du fantasque, de la bouffonnerie était en lui », mais que le jeune Talma lui était supérieur.
Un jour, il s’oublia jusqu’à s’exclamer au public : « Allez, vous êtes des mufles. » Celui-ci réclamant des excuses, il est resté boudeur à sa place, nullement enclin à céder, puis a essayé de reprendre son rôle, tandis qu’on entendait de tous côtés le public réclamant, avec toujours plus de véhémence qu’auparavant « Des excuses ; des excuses ! » Comme la pièce ne pouvait pas continuer, il a fini par s’exécuter de très mauvaise grâce en disant sur un ton contrit, mais avec des pauses qui en altéraient la signification : « J’ai dit que vous étiez des mufles… c’est vrai. Je vous fais des excuses… je le regrette. Je ne le referai plus… j’ai tort. »

## Postérité

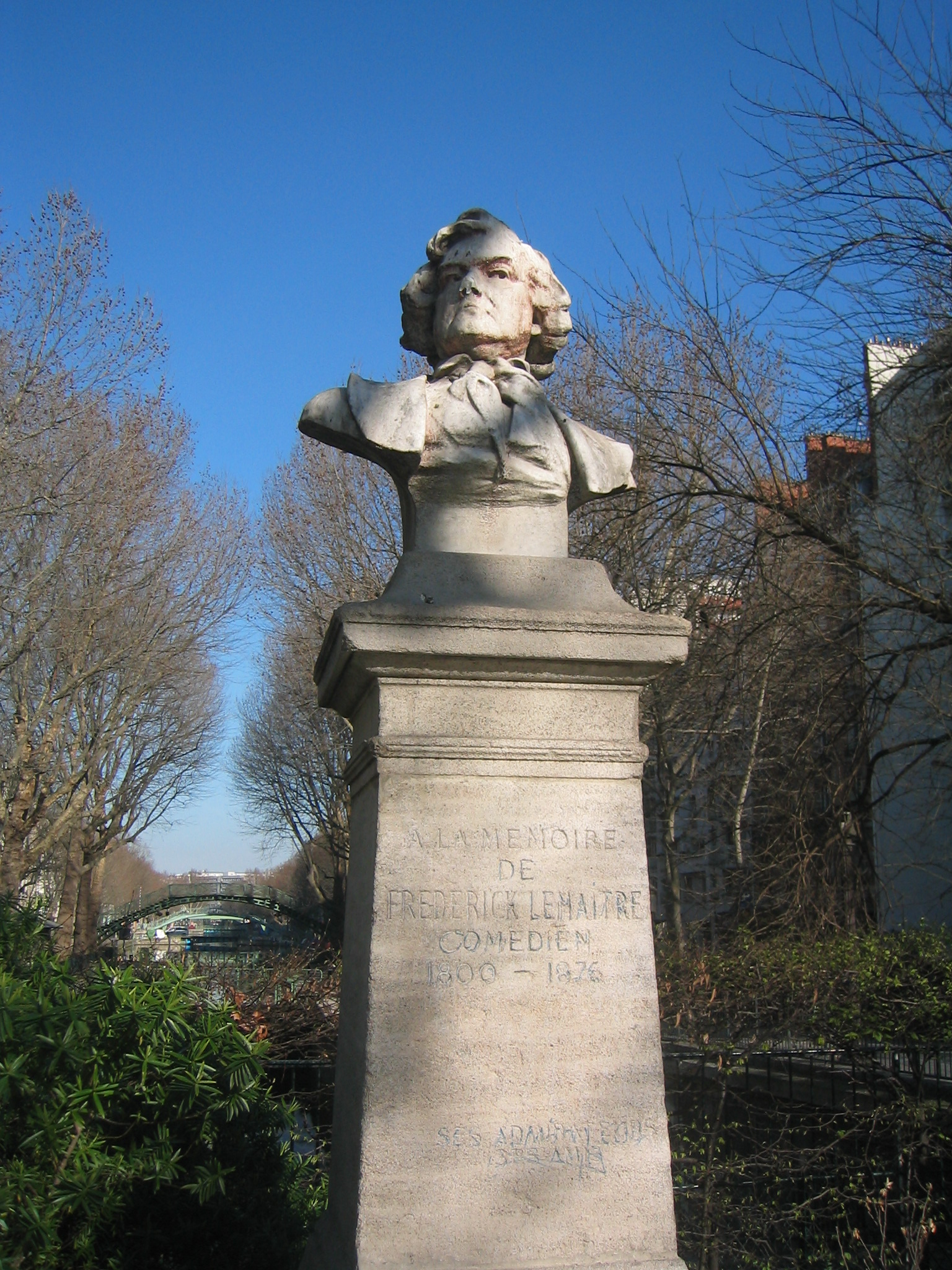
Statue sur le canal Saint-Martin.

Proust le célèbre dans le Côté de Guermantes : « Elle avait pour faire parler ainsi un objet inanimé, l’art à la fois génial et patient d’Irving et de Frédérick Lemaître. »
Expliquant une particularité de la célèbre pièce de Jean Genet, Les Bonnes, Sartre se souvient de Frédérick Lemaître et rend hommage à son talent en ces termes : « Ce qu’il faut éviter avant tout, c’est que le spectateur se laisse prendre au jeu comme ces enfants qui crient au cinéma : « Ne bois pas ; c’est du poison ! » ou comme ce public naïf qui attendait, dit-on, Frédérick Lemaître à la sortie des artistes pour lui casser la figure. »
La rue Frédérick-Lemaître, dans le 20e arrondissement de Paris, et le square Frédérick-Lemaître, du 10e portent son nom. Là, à l’angle du quai de Jemmapes, dans la partie à ciel ouvert du canal Saint-Martin, une statue à la mémoire du comédien, réalisée par Pierre Granet en 1898, a été érigée. Sa ville natale l’a honoré d’une rue, ainsi que la ville de Maromme dans le même département. Pierrefitte-sur-Seine a donné son nom à une école élémentaire et à une rue.
Le musée du Domaine départemental de Sceaux conserve une huile sur toile de Roger Schardner intitulée L'ancienne folie de Frédérick Lemaître à Belleville.

## Fiction
Frédérick Lemaître est devenu, sous la plume de Jacques Prévert, un personnage du film Les Enfants du paradis de Marcel Carné, interprété par Pierre Brasseur. Il est également devenu un personnage du ballet Les Enfants du paradis à l’Opéra de Paris où le rôle de Lemaître est créé par le danseur Alessio Carbone. Éric-Emmanuel Schmitt en a également fait le héros romancé de sa pièce Frédérick ou le Boulevard du Crime, créée par Jean-Paul Belmondo.

## Galerie

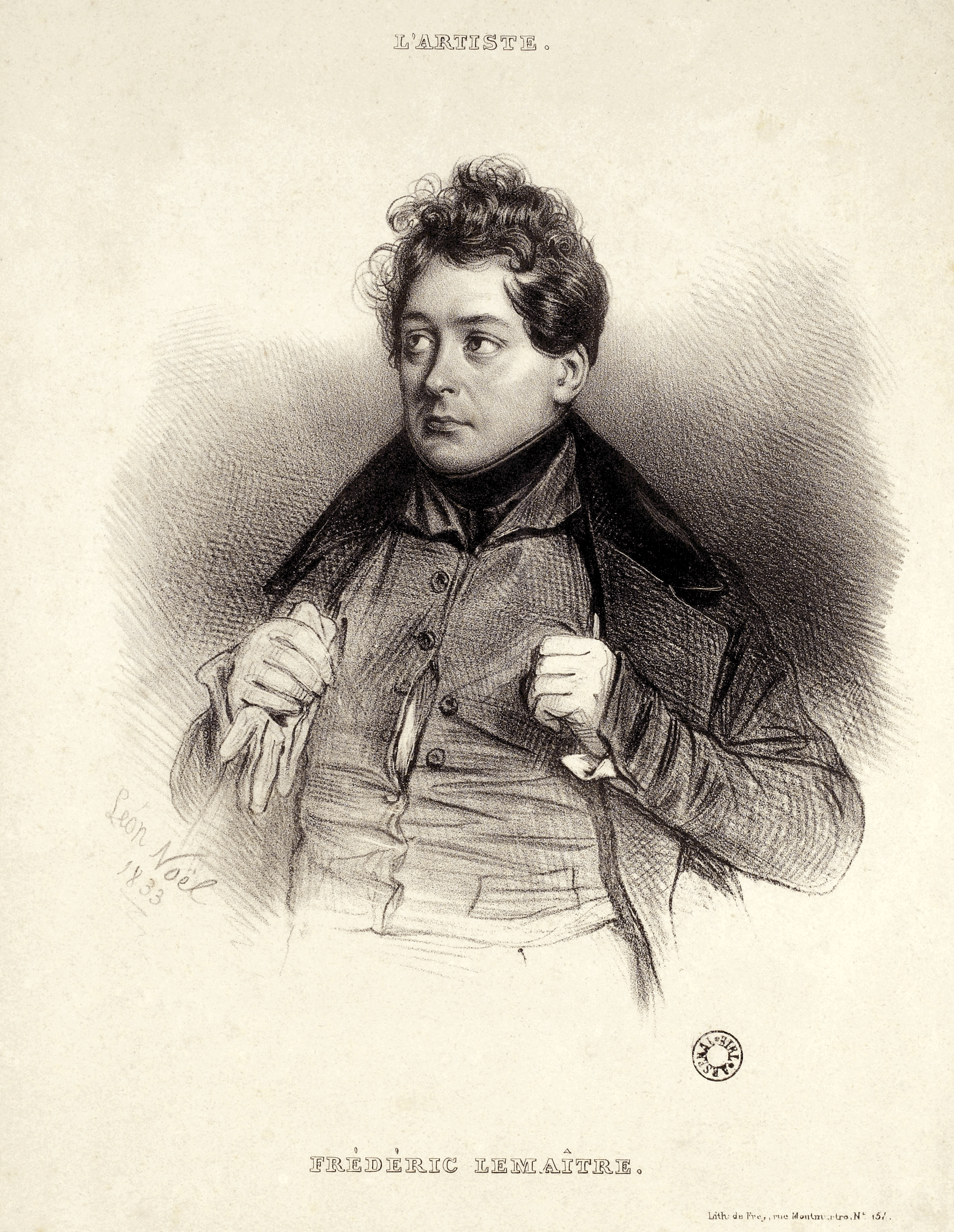
Frédérick Lemaître en 1833.
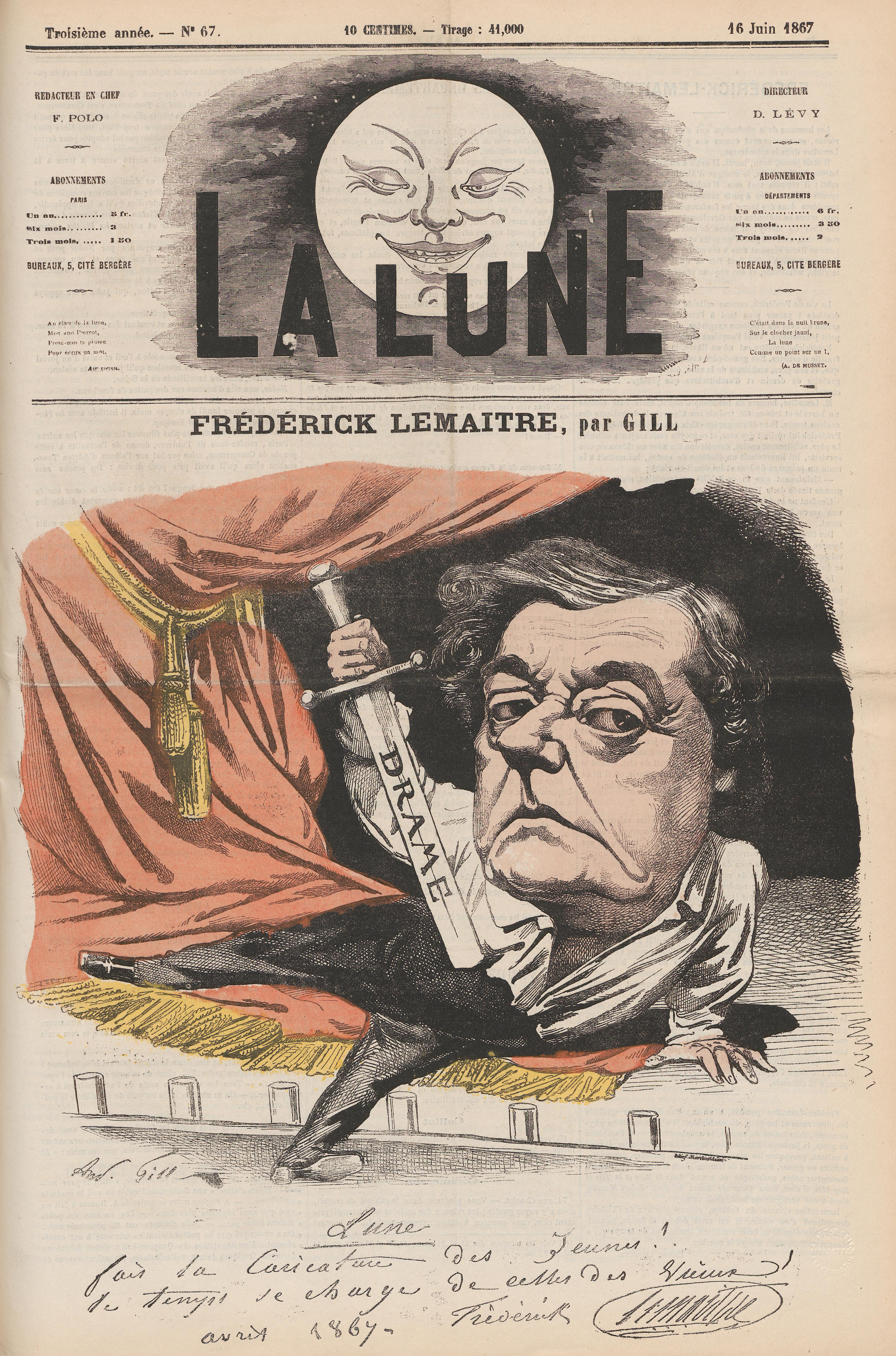
Caricature par Gill (1867).
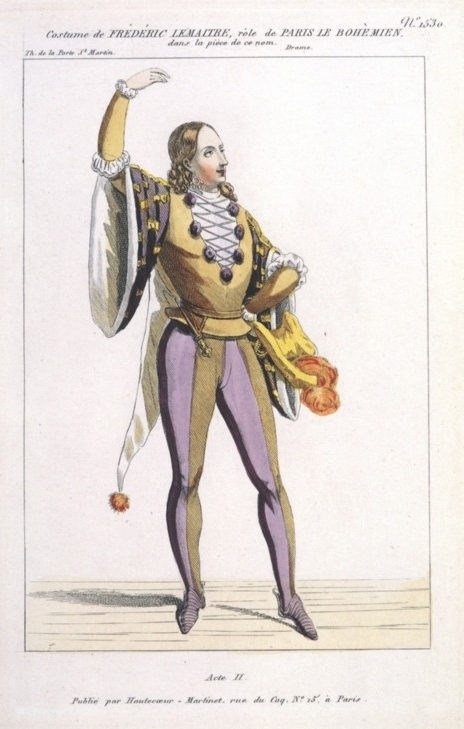
Le Bohémien.
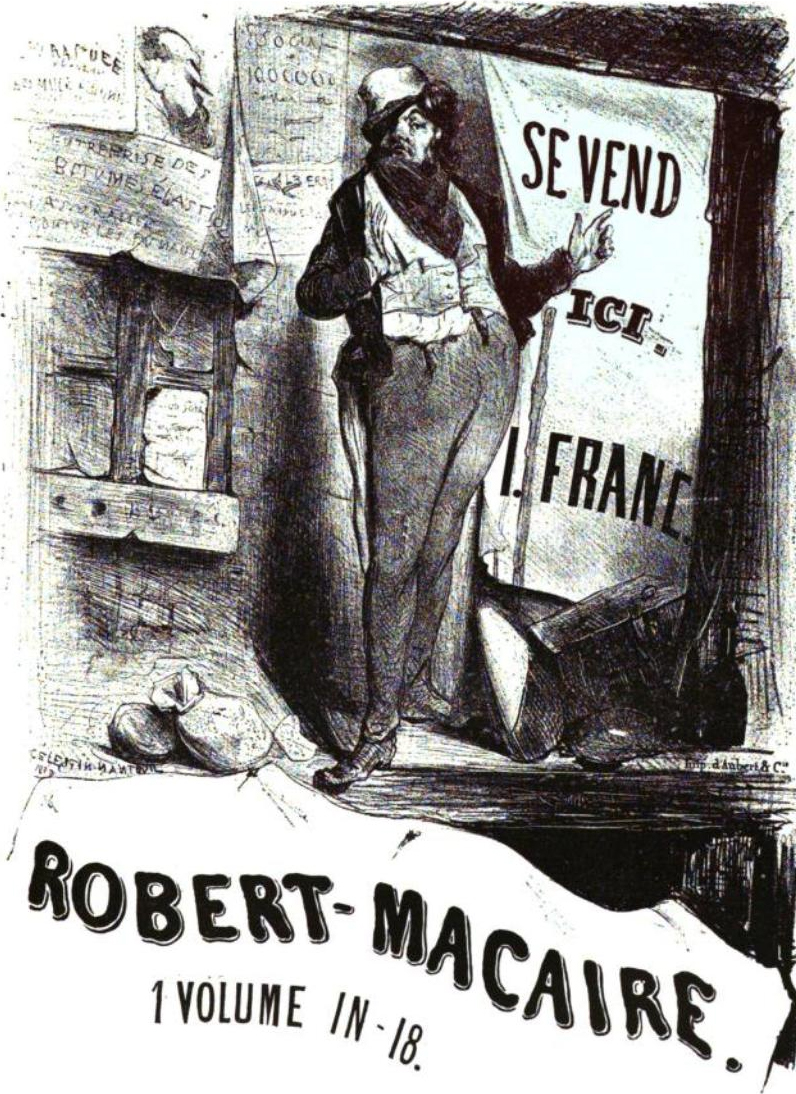
Robert Macaire.
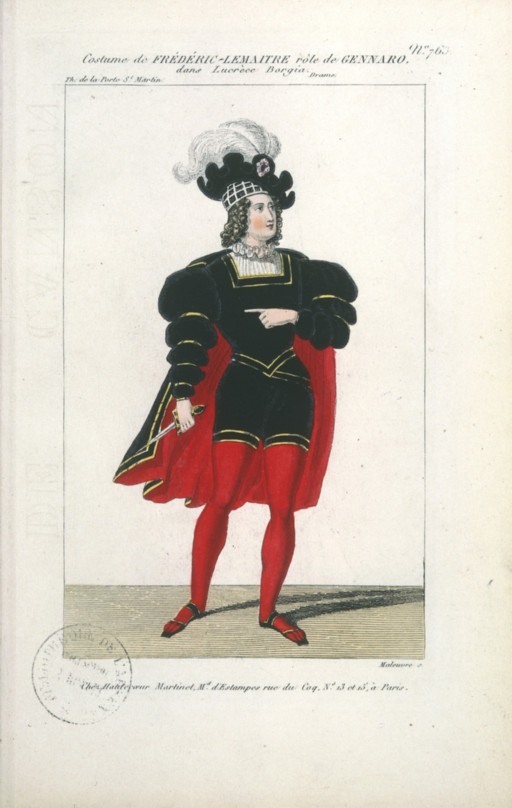
Lucrèce Borgia.